# Nodozana lacteociliata
Nodozana lacteociliata är en fjärilsart som beskrevs av Rothschild 1913. Nodozana lacteociliata ingår i släktet Nodozana och familjen björnspinnare. Inga underarter finns listade i Catalogue of Life.